# Robert Creeley
Robert Creeley (21 de mayo de 1926 - 30 de marzo de 2005) fue un poeta estadounidense, autor de más de sesenta libros. Usualmente, es asociado con los poetas de Black Mountain, aunque la estética de sus versos divergen de los de tal escuela. Fue cercano con Charles Olson, Robert Duncan, Allen Ginsberg, John Wieners y Ed Dorn. Se desempeñó como profesor de poesía y humanidades en la Universidad de Búfalo y vivió en Waldoboro (Maine), Búfalo (Nueva York) y Providence (Rhode Island), donde enseñó en la Universidad Brown. Recibió el Premio literario Lanna por el logro de una vida.

## Biografía
Creeley nació en Arlington (Massachusetts) y creció en Acton. Fue criado por su madre y una hermana, Helen, y perdió su ojo izquierdo a los cuatro años. Asistió a la Escuela Holderness en Nuevo Hampshire. Ingresó a la Universidad Harvard en 1943, pero la dejó para servir en el American Field Service en Birmania e India entre 1944 y 1945. Regresó a Harvard en 1946, pero terminó su bachillerato en Black Mountain College en 1955, enseñando algunos cursos también allí. Cuando Black Mountain cerró en 1957, Creeley se mudó a San Francisco, donde conoció a Jack Kerouac y Allen Ginsberg. Más tarde, conoció y trabó amistad con Jackson Pollock en Nueva York.

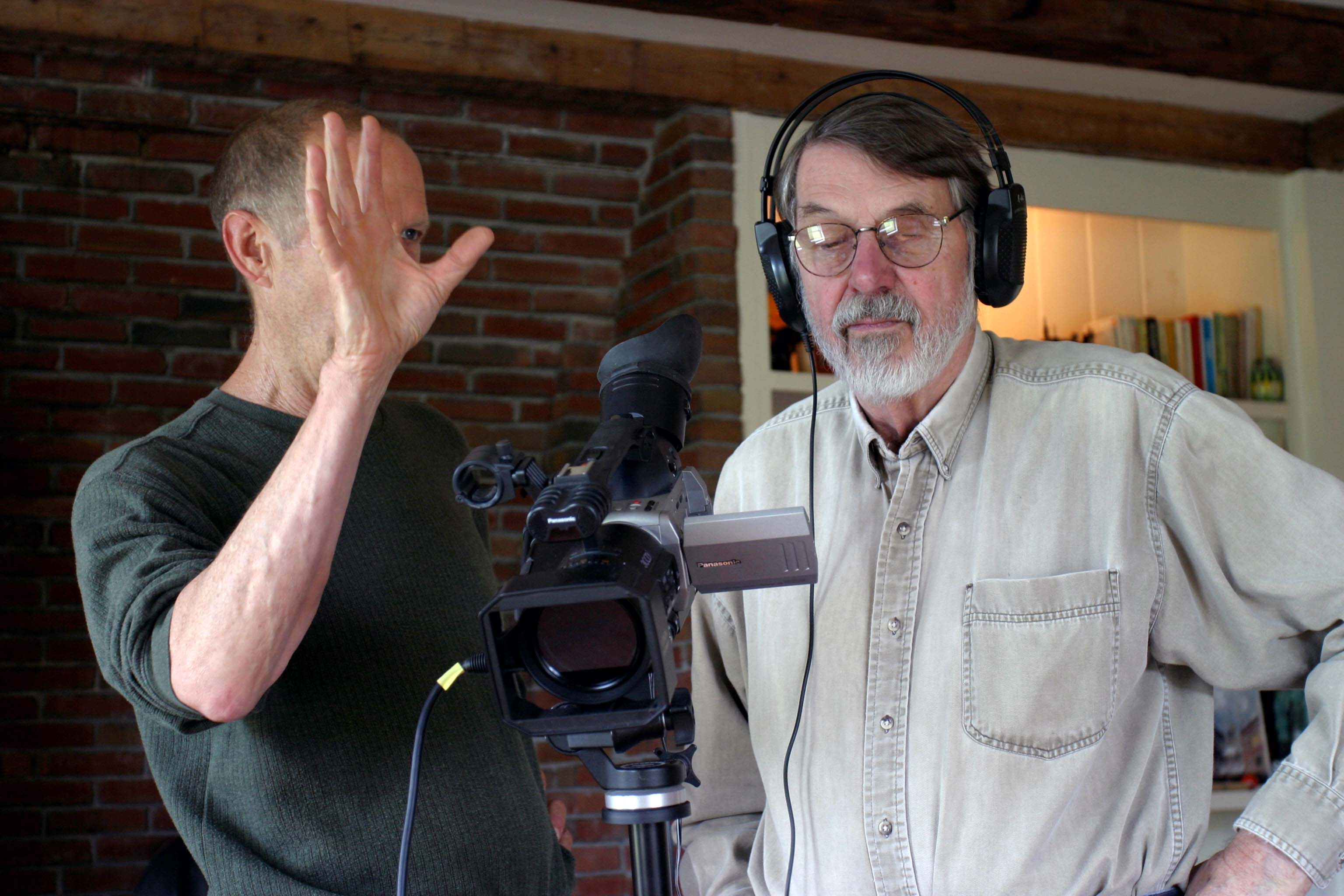
Robert Creeley and Allan Graham, during the taping of "Add-Verse", 2004, photo by Gloria Graham.

De 1951 a 1955, Creeley y su esposa, Ann, vivieron con sus tres hijos en la isla de Mallorca en España. Fueron allí animados por sus amigos Martin Seymour- Smith y su esposa, Janet. En Mallorca, fundaron la editorial Divers Press y publicaron trabajos de Paul Blackburn, Robert Duncan, Charles Olson y otros. Creeley escribió alrededor de la mitad de su prosa publicada mientras estuvo viviendo en la isla, incluyendo una colección de cuentos, The Gold Diggers, y una novela, The Island. Dijo que sus amigos Martie y Janet son representados por Artie y Marge en la novela, The Island (La isla). Viajó entre Mallorca y su puesto de enseñanza en Black Mountain College en 1954 y 1955.

## Obras completas
- Le Fou (Columbus, Ohio: Golden Goose Press, 1952)
- The Immoral Proposition (Karlsruhe-Durlach/Baden: Jonathan Williams, 1953)
- The Kind of Act Of (Palma de Mallorca: Divers Press, 1953)
- The Gold Diggers (Palma de Mallorca: Divers Press, 1954). ISBN 0-7145-0256-1
- A Snarling Garland of Xmas Verses, anonymous (Palma de Mallorca: Divers Press, 1954)
- All That Is Lovely in Men (Asheville, N.C.: Jonathan Williams, 1955)
- If You (San Francisco: Porpoise Bookshop, 1956)
- The Whip (Worcester: Migrant Books, 1957; Highland, N.C.: Jonathan Williams, 1957)
- A Form of Women (Nueva York: Jargon Books en asociación con Corinth Books, 1959; Fontwell, Arundel, Sussex: Centaur, 1960)
- For Love: Poems 1950-1960 (Nueva York: Scribners, 1962) ISBN 0-684-71738-7
- The Island (New York: Scribners, 1963; London: John Calder, 1964)
- Words (Rochester, Mich.: Perishable Press, 1965; Nueva York: Scribners, 1967)
- The Gold Diggers and Other Stories (Londres: John Calder, 1965; Nueva York: Scribners, 1965)
- Poems 1950-1965 (Londres: Calder and Boyars, 1966)
- The Charm: Early and Uncollected Poems (Mt. Horeb, Wisc.: Perishable Press, 1967)
- Robert Creeley Reads (Londres: Turret Books/Calder and Boyars, 1967)
- A Sight (Londres, Cape Goliard, 1967)
- Divisions and Other Early Poems (Mt. Horeb, Wisc.: Perishable Press, 1968)
- The Finger (Los Angeles: Black Sparrow Press, 1968).
- 5 Numbers (Nueva York: Poets Press, 1968)
- Numbers (Stuttgart: Edición Domberger / Düsseldorf: Galerie Schmela, 1968)
- Pieces (Los Angeles: Black Sparrow Press, 1968; Nueva York: Scribners, 1969)
- Mazatlan: Sea (San Francisco: Poets Press, 1969)
- The Finger: Poems 1966-1969 (Londres: Calder and Boyars, 1970)
- In London (Bolinas, Calif.: Angel Hair Books, 1970)
- A Quick Graph: Collected Notes and Essays, editado por Donald Allen (San Francisco: Four Seasons Foundation, 1970)
- 1234567890 ilustraciones por Arthur Okamura (Berkeley: Shambhala Publications; San Francisco: Mudra, 1971)
- St. Martin's (Los Angeles: Black Sparrow Press, 1971)
- A Day Book (Berlín: Graphis, 1972); edición aumentada incluyendo "In London," Nueva York: Scribners, 1972)
- Listen (Los Angeles: Black Sparrow Press, 1972)
- A Sense of Measure (Londres: Calder and Boyars, 1972)
- The Class of '47, con Joe Brainard (Nueva York: Bouwerie Editions, 1973)
- Contexts of Poetry: Interviews 1961-1971, editado por Donald Allen (Bolinas, Calif.: Four Seasons Foundation, 1973)
- Sparrow 6: The Creative (Los Angeles: Black Sparrow Press, 1973)
- For my mother: Genevieve Jules Creeley, 8 April 1887-7 October 1972 (Rushden: Sceptre Press, 1973)
- His Idea (Toronto: Coach House Press, 1973)
- Sparrow 14: Inside Out (Los Angeles: Black Sparrow Press, 1973)
- Thirty Things (Los Angeles: Black Sparrow Press, 1974)
- Backwards (Knotting: Sceptre Press, 1975)
- The Door: Selected Poems (Dusseldorf/München: S Press, 1975)
- Away (Santa Barbara, Calif.: Black Sparrow Press, 1976)
- Hello (Christchurch, Nueva Zelanda: Hawk Press, 1976)
- Mabel, A Story: and Other Prose (Londres: Marion Boyars, 1976)
- Presences: A Text for Marisol (Nueva York: Scribners, 1976).
- Selected Poems (Nueva York: Scribners, 1976)
- Sparrow 40: Was That a Real Poem or Did You Just Make It Up Yourself (Santa Barbara, Calif.: Black Sparrow Press, 1976).
- Mabel: A Story (París: Editions de l'Atelier Crommelynck, 1977)
- Myself (Knotting, Bedfordshire: Sceptre Press, 1977)
- Thanks (Old Deerfield, Mass.: The Deerfield Press; Dublín: The Gallery Press, 1977)
- Hello: A Journal, February 29-May 3, 1976 (Nueva York: New Directions, 1978; Londres: Marion Boyars, 1978) ISBN 0-7145-2657-6
- Later: A Poem (West Branch, Iowa: Toothpaste Press, 1978) ISBN 0-8112-0736-6
- Desultory Days (Knotting, Bedfordshire: Sceptre Press, 1978)
- Was That a Real Poem and Other Essays, editado por Donald Allen con una cronología de Mary Novik (Bolinas, Calif.: Four Seasons Foundation, 1979)
- Later (Nueva York: New Directions, 1979; Londres: Marion Boyars, 1980)
- Corn Close (Knotting, Bedfordshire: Sceptre Press, 1980)
- Mother's Voice (Santa Barbara. Calif.: Am Here Books/Immediate Editions, 1981).
- Olson, Charles; Creeley, Robert; Butterick, George F. (editor). Charles Olson and Robert Creeley: The Complete Correspondence (Vol. 3) (Nueva York: HarperCollins Publishers, 1981) ISBN 0-87685-482-X
- The Collected Poems of Robert Creeley, 1945-1975 (Berkeley: University of California Press, 1982).
- Echoes (West Branch, Iowa: Toothpaste Press, 1982)
- A Calendar 1984 (West Branch, Iowa: Toothpaste Press, 1983)
- Mirrors (Nueva York: New Directions, 1983)
- The Collected Prose of Robert Creeley (Nueva York y Londres: Marion Boyars, 1984; edición corregida, Berkeley: University of California Press, 1985); edición actual, Normal: Dalkey Archive Press, 2001, ISBN 978-1-56478-303-5
- Memory Gardens (Nueva York: New Directions, 1986)
- The Company (Providence: Burning Deck, 1988)
- Window (Buffalo: The Poetry/Rare Books Collection, University at Buffalo, 1988)
- 7 & 6 (Albuquerque: Hoshour Gallery, 1988)
- Dreams (Nueva York: Periphery / Salient Seedling Press, 1989)
- It (Zürich: Bruno Bischofberger, 1989)
- Robert Creeley: a Selection, 1945-1987 (Nueva York: Dia Art Foundation, 1989)
- Autobiography (Madras y Nueva York: Hanuman, 1990)
- Have a Heart (Boise: Limberlost Press, 1990)
- Places (Buffalo: Shuffaloff Press, 1990)
- Windows (Nueva York: New Directions, 1990) ISBN 0-8112-1123-1
- Gnomic Verses (La Laguna, Islas Canarias: Zasterle Press, 1991)
- The Old Days (Tarzana, Calif.: Ambrosia Press, 1991)
- Selected Poems (Berkeley: University of California Press, 1991)
- Life & Death (Nueva York: Gagosian Gallery, 1993)
- Echoes (Nueva York: New Directions, 1994)
- Loops: Ten Poems (Kripplebush, NY: Nadja, 1995)
- So There: Poems 1976-83 (Nueva York: New Directions, 1998)
- Life & Death (Nueva York: New Directions, 1998)
- Daybook of a Virtual Poet (Spuyten Duyvil, 1999)
- Just in Time: Poems 1984-1994 (Nueva York: New Directions, 2001)
- If I Were Writing This (Nueva York: New Directions, 2003)
- On Earth: Last Poems and an Essay (Berkeley: University of California Press, 2006)
- Collected Poems of Robert Creeley 1975-2005, (Berkeley: University of California Press, 2006)[2]
- Allen, Donald M. y Robert Creeley. New American Story (Grove Press, 2001) ISBN 0-394-17298-1
- Reznikoff, Charles y Robert Creeley. The Manner Music ISBN 0-87685-325-4
- Selected Poems, 1945-2005, editado por Benjamin Friedlander; (Berkeley: University of California Press, 2008)ISBN 0-520-25196-2

### Traducciones al español
- En la tierra: últimos poemas y un ensayo (México: Textofilia Ediciones, 2008) ISBN 978-968-9459-02-6
- Weinberger, Eliot, ed. (1992). Una antología de la poesía norteamericana desde 1950. México: Ediciones del Equilibrista. ISBN 9789686285666.
- Weinberger, Eliot, ed. (1992). Una antología de la poesía norteamericana desde 1950. Madrid: Turner. ISBN 978-84-7506-371-3.

## Recursos de investigación
- Documentos de Robert Creeley, 1950-2005 (130 metros lineales) albergados en los Archivos en las Bibliotecas de la Universidad de Stanford
- Los documentos de Robert Creeley en la Universidad de Washington en St. Louis